# Elbinger SV 05
Elbinger SV 05 was een Duitse voetbalclub uit het Oost-Pruisische Elbing, dat tegenwoordig het Poolse Elbląg is.

## Geschiedenis
De club werd in 1905 opgericht als Elbinger FC. De club nam deel aan de eerste eindronde die georganiseerd werd door de Baltische voetbalbond in 1907/08 en verloor met 5-3 van BuEV Danzig. In 1908 werd de naam Elbinger SV 05 aangenomen na een fusie met SC Preußen Elbing. In de Baltische eindronde verloor de club opnieuw van BuEV. De volgende deelname was in 1911/12 toen de club met 10-0 verloor van VfB Königsberg. In 1912/13 stond de club voor het eerst dicht bij de volgende ronde toen ze met 5-6 verloren van SC Graudenz. In de jaren twintig speelde de club in de Bezirksliga Ostpreußen West, een voorronde van de Oost-Pruisische competitie. Deze competitie werd echter gedomineerd door stadsrivaal SV Viktoria Elbing. In 1926 werden de 7 Bezirksliga's afgeschaft en vervangen door de Ostpreußenliga, waar de club zich niet voor plaatste. In 1929 werden de clubs uit Elbing en omgeving overgeheveld naar de nieuwe Grensmarkse competitie, waar ook clubs uit Danzig en Pommeren speelden. De club werd winnaar van de Kreisliga Westpreußen en plaatste zich voor de eindronde, waar ze laatste werden. De volgende jaren speelde de club geen rol van betekenis. Door de strenge winters in het Baltische gebied werd de competitie van 1932/33 in 1931 al begonnen en de geplande competitie van 1933/34 al in 1932. Nadat de NSDAP aan de macht kwam werd de competitie door heel Duitsland grondig geherstructureerd. De Gauliga Ostpreußen werd ingevoerd en het seizoen 1933/34, dat al begonnen was werd niet voltooid. Wel werd op basis van die eindrangschikking het aantal teams voor de Gauliga bepaald. Uit de Kreisliga Westpreußen plaatste enkel de kampioen zich. Doordat de club op de laatste plaats geëindigd was mochten ze zelfs niet in de Bezirksklasse aantreden, maar gingen ze in de Kreisklasse (derde niveau) spelen.
In 1938 promoveerde de club naar de Bezirksklasse. In 1939 fusioneerde de club voor één seizoen met VfR Hansa Elbing en SV Viktoria Elbing en trad aan als SG Elbing. Dat seizoen werd niet afgemaakt door de slechte winter en na dit seizoen werd de fusie ontbonden.
Nadat West-Pruisen van Polen werd geannexeerd werd de Gauliga Danzig-Westpreußen opgericht en verkaste de club naar de tweede divisie van deze competitie. Na één seizoen promoveerde de club, maar werd voorlaatste in de Gauliga en degradeerde meteen weer. In 1943 nam de club deel aan de eindronde om te promoveren, maar slaagde hier niet in. Ook het volgende seizoen lukte dit niet, maar door de zware omstandigheden in de Tweede Wereldoorlog mocht de club in 1944/45 alsnog aantreden in de Gauliga, echter werd dit seizoen niet afgemaakt.
Na de oorlog werd Elbing Pools grondgebied en alle Duitse voetbalclubs werden ontbonden.

## Erelijst
Kampioen Pommeren
1908, 1909
Kampioen Elbing
1912, 1913
Kampioen West-Pruisen
1930